# Svavelskogssångare
Svavelskogssångare (Myiothlypis flaveola) är en fågel i familjen skogssångare inom ordningen tättingar.

## Utseende och läte
Svavelskogssångaren är en gulaktig skogssångare med olivgrön ovansida, gul undersida och orangefärgade ben. På huvudet syns ett tydligt gult ögonbrynsstreck. Den ljudliga och melodiska sången återges i engelsk litteratur som ett "titzi teetee teetee chiiw chiiw chiiw".

## Utbredning och systematik
Svavelskogssångare behandlas antingen som monotypisk eller delas upp i två underarter med följande utbredning:
- M. f. pallidirostris – förekommer från tropiska nordöstra Colombia till norra Venezuela och södra Guyana
- M. f. flaveola – förekommer från östra Bolivia till norra Paraguay, södra Brasiliens inland och norra Argentina

## Levnadssätt
Svavelskogssångaren hittas i torra lövfällande skogar och galleriskog. Där födosöker den mycket aktivt på marken.

## Status och hot
Arten har ett stort utbredningsområde, men tros minska i antal, dock inte tillräckligt kraftigt för att den ska betraktas som hotad. Internationella naturvårdsunionen IUCN listar arten som livskraftig (LC).